# Landes-Vieilles-et-Neuves
Landes-Vieilles-et-Neuves település Franciaországban, Seine-Maritime megyében. Lakosainak száma 125 fő (2022. január 1.). Landes-Vieilles-et-Neuves Le Caule-Sainte-Beuve, Marques, Nullemont, Richemont és Saint-Léger-aux-Bois községekkel határos.

## Népesség
A település népességének változása:
| Lakosok száma | 137  | 137  | 141  | 137  | 134  | 131  | 129  | 127  | 125  |
|               | 2013 | 2015 | 2016 | 2017 | 2018 | 2019 | 2020 | 2021 | 2022 |